# Cantone di La Javie
Il Cantone di La Javie è stata una divisione amministrativa dell'arrondissement di Digne-les-Bains.
A seguito della riforma approvata con decreto del 24 febbraio 2014, che ha avuto attuazione dopo le elezioni dipartimentali del 2015, dal 1º aprile 2015 è stato accorpato al Cantone di Seyne.

## Composizione
Comprendeva 6 comuni:
- Archail
- Beaujeu
- Le Brusquet
- Draix
- La Javie
- Prads-Haute-Bléone